# Béla Gaál
Dans le nom hongrois Gaál Béla, le nom de famille précède le prénom, mais cet article utilise l’ordre habituel en français Béla Gaál, où le prénom précède le nom.
Béla Gaál, né le 2 janvier 1893 à Dombrád en Hongrie et mort assassiné par des collaborateurs hongrois nazis, à Budapest, lors de la Libération du pays le 18 février 1945, acteur, metteur en scène, réalisateur, scénariste et poète hongrois.

## Biographie
Béla Gaál étudia le droit à l'Université de Budapest. En 1913, il s'engage comme acteur dans l'Association nationale pour la comédie. En 1914, il publie un recueil de poésies "Kaborlasok"
Béla Gaál fonda le théâtre "Madaich" dont il fut le directeur et metteur en scène. Dans les années 1920, il fonda avec Géza von Bolváry la première école de cinéma hongroise, qu'il dirigea. Il rédigea et publia un ouvrage de référence "Filmelmélet" (Théorie des films). Il devint directeur d'acteurs et président de l'Association nationale pour les films. Il commença sa carrière de réalisateur à l'époque du cinéma muet. Il se spécialisa dans le genre comédie romantique ainsi que dans les films burlesques.
Béla Gaál fut un réalisateur prolifique durant les années 1930. Il fut également le scénariste d'une partie de ses propres réalisations cinématographiques. 
En 1934, la réalisation de "Meseautó" (La Voiture de rêve), comédie de type hollywoodien, fut un grand succès et le fit connaître au-delà des frontières.

## Galerie

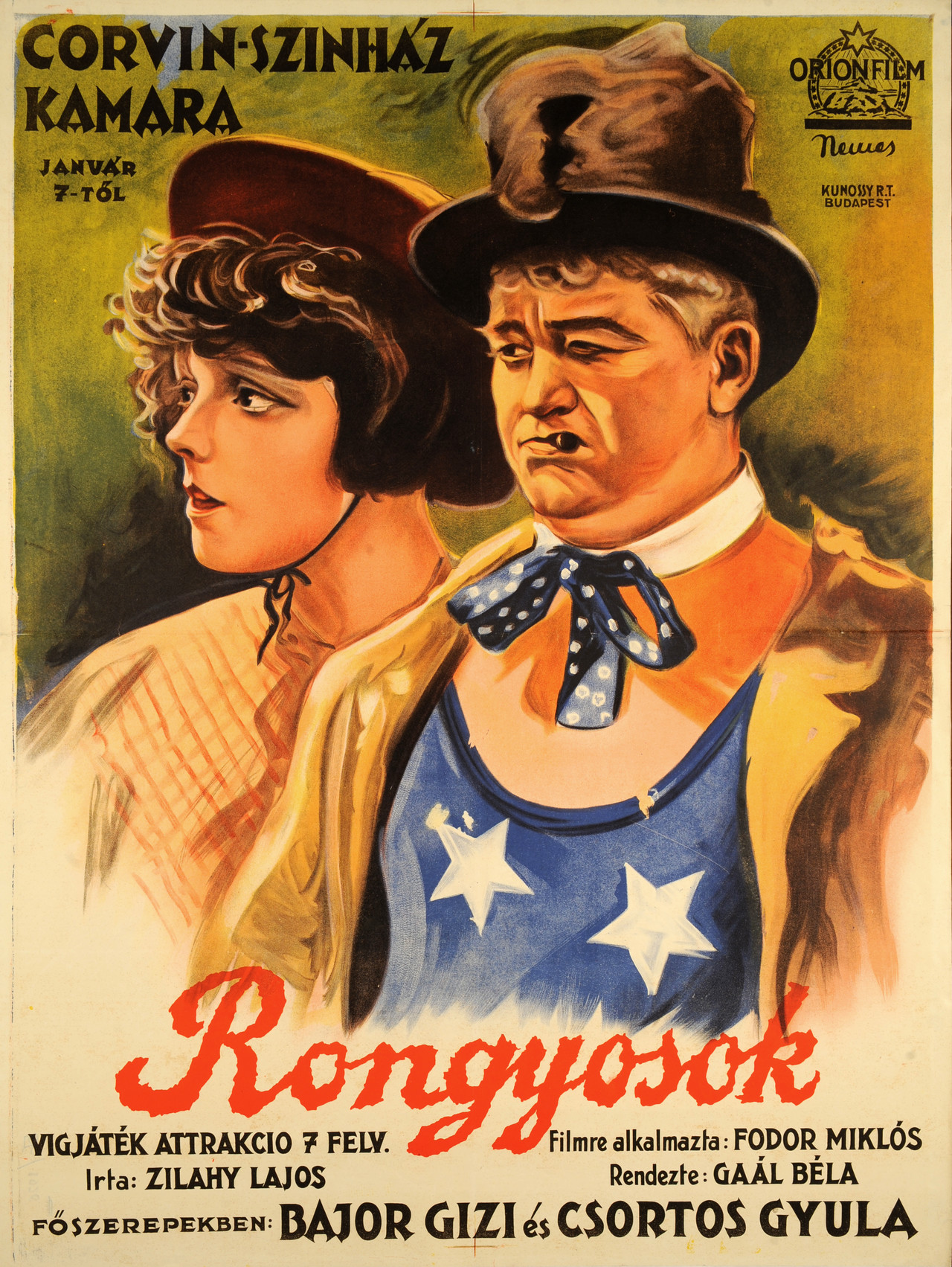
Affiche de György Nemes pour Rongyosok, film de Béla Gaál avec Gizi Bajor et Gyula Csortos

## Filmographie
Réalisateur
- 1939 : Érik a búzakalász
- 1939 : János vitéz
- 1938 : Maga lesz a férjem
- 1938 : Az ember néha téved
- 1937 : Mai lányok
- 1937 : Hotel Kikelet
- 1937 : Pesti mese
- 1937 : Bubi
- 1936 : Évforduló
- 1936 : Az aranyember
- 1936 : Meseautó
- 1935 : Az új földesúr
- 1935 : Címzett ismeretlen
- 1935 : Budai cukrászda
- 1935 : A csúnya lány
- 1934 : Helyet az öregeknek
- 1934 : Az új rokon
- 1934 : Rotschild leánya
- 1934 : Mindent a nöért!
- 1933 : Vica, a vadevezös
- 1932 : Csókolj meg, édes! (Embrasse-moi, mon trésor !)
- 1931 : Asszonyszelidítö
- 1931 : Négylevelü lóhere
- 1930 : Csak egy kislány van a világon
- 1927 : Link és Flink
- 1926 : A Csodadoktor
- 1925 : Rongyosok
- 1924 : Csak növel ne!
- 1923 : Diadalmas élet
- 1920 : Vörösbegy

Assistant réalisateur
- 1934 : Ida regénye (La Romance d'Ida) de Steve Sekely
- 1933 : Rákóczi induló (La Marche de Rakoczi) de Steve Sekely

Scénariste de certaines de ses propres réalisations
- 1938 : Maga lesz a férjem
- 1936 : Az aranyember
- 1935 : Az új földesúr
- 1935 : Budai cukrászda
- 1935 : A csúnya lány
- 1933 : Vica, a vadevezös
- 1932 : Csókolj meg, édes! (Embrasse-moi, mon trésor !)
- 1924 : Csak növel ne!

Acteur dans un de ses films
- 1932 : Csókolj meg, édes! (Embrasse-moi, mon trésor !)